# Cryptolaria chazaliei
Cryptolaria chazaliei är en nässeldjursart som först beskrevs av W. Versluys 1899.  Cryptolaria chazaliei ingår i släktet Cryptolaria och familjen Lafoeidae. Inga underarter finns listade i Catalogue of Life.